# Cupeyalia subterranea
Cupeyalia subterranea är en skalbaggsart som beskrevs av Fernando de Zayas 1975. Cupeyalia subterranea ingår i släktet Cupeyalia och familjen långhorningar.
Artens utbredningsområde är Kuba. Inga underarter finns listade i Catalogue of Life.